# 平群清麻呂
平群 清麻呂（へぐり の きよまろ、生没年不詳）は、奈良時代の貴族。姓は朝臣。官位は従五位下・信濃介。

## 経歴
桓武朝の延暦4年（785年）、正六位上から従五位下に昇叙した。同月、布勢大海の後任の典薬頭となり、さらに同年のうちに官職を麻田𤝗賦と交替し、紀継成の後任の大膳亮に転任した。同9年（790年）多治比賀智の後任の信濃介となる。この時の信濃守は藤原乙叡であった。以後の経歴は不明である。

## 官歴
『続日本紀』による。
- 時期不詳：正六位上
- 延暦4年（785年） 正月7日：従五位下。正月10日：典薬頭。11月12日：大膳亮
- 延暦9年（790年） 3月9日：信濃介